# Final Resolution (2011)
Pour les articles homonymes, voir Final Resolution.
L'édition 2011 de Final Resolution est une manifestation de catch professionnel télédiffusée et visible uniquement en paiement à la séance. L'événement, produit par la Total Nonstop Action Wrestling, s'est déroulé le 11 décembre 2011 au IMPACT! Zone, à Orlando (Floride) aux États-Unis. Il s'agit de la septième édition de Final Resolution. Robby Roode est en vedette de l'affiche promotionnelle (officielle).

## Contexte

### Le PPV & la TNA
Les spectacles de la Total Nonstop Action Wrestling en paiement à la séance sont constitués de matchs aux résultats prédéterminés par les scénaristes de la TNA. Ces rencontres sont justifiées par des storylines - une rivalité avec un catcheur, la plupart du temps - ou par des qualifications survenues dans les émissions de la TNAtelles que Impact Wrestling et Xplosion. Tous les catcheurs possèdent un gimmick, c'est-à-dire qu'ils incarnent un personnage face (gentil) ou heel (méchant), qui évolue au fil des rencontres. Un pay-per-view comme Final Resolution est donc un évènement tournant pour les différentes storylines en cours.

## Conséquences
Lors du PPV, Jeff Hardy a battu Jeff Jarrett dans le match en cage et la stipulation était que si Jeff gagnait, un des deux Jarrett serait viré. Lors de l'Impact Wrestling suivant le PPV, Sting (catcheur) a convoqué les deux Jarretts qui essayaient chacun leur tour de dissuader Sting de ne pas le virer. L'Icon en avait eu tellement marre qu'il a décidé de les virer tous les deux.

## Tableau des matchs
| #                                                                | Match                                                               | Stipulation | Durée |
| ---------------------------------------------------------------- | ------------------------------------------------------------------- | --- | ----- |
| 1                                                                | Rob Van Dam bat Christopher Daniels                                 | Match simple. | 10:01 |
| 2                                                                | Robbie E (c) bat Eric Young                                         | Match Simple pour le Championnat de la télévision de la TNA. | 7:34  |
| 3                                                                | Crimson et Matt Morgan (c) battent Brother Devon et D'Angelo Dinero | Match simple pour le Championnat du monde par équipe de la TNA. | 9:40  |
| 4                                                                | Austin Aries (c) bat Kid Kash                                       | Match simple pour le Championnat de la Division X de la TNA. | 12:46 |
| 5                                                                | Gail Kim (c) bat Mickie James                                       | Match Simple pour le championnat féminin des Knockouts de la TNA. | 7:48  |
| 6                                                                | James Storm bat Kurt Angle                                          | Match simple. | 17:48 |
| 7                                                                | Jeff Hardy bat Jeff Jarrett                                         | Steel Cage Match. Si Jeff Hardy gagne, il deviendra challenger #1 au championnat du monde Poids-Lourds de la TNA et Jeff Jarrett ou Karen Jarrett sera virée de la TNA. Si Jeff Jarrett gagne, Hardy sera virée de la TNA. Karen Jarrett sera menotté à Sting au bord du ring. | 10:20 |
| 8                                                                | Bobby Roode (c) et A.J. Styles font match nul (3-3)                 | 30-Minute Iron man Match pour le championnat du monde Poids-Lourds de la TNA. | 30:00 |
| (c) désigne le(s) champion(s) défendant son titre dans le match. |                                                                     | |       |